# La Fille de Carthage
Pour plus de détails, voir Fiche technique et Distribution.
La Fille de Carthage (Aïn-el-Ghezal) est un film tunisien réalisé par Albert Samama-Chikli et sorti en 1924.
Une partie du tournage a lieu dans la palais de La Marsa et ses jardins, alors résidence de Habib Bey.
La musique est composée par Mark Smythe. Haydée Chikli, Hadj Hadi Jebali, Belgassem Ben Taïeb et Ahmed Dziri jouent dans les rôles principaux.

## Distribution
- Haydée Chikli[3] : Aïn-el-Ghezal (œil de gazelle)
- Hadj Hadi Jebali : Bou-Hanifa (caïd)
- Belgassem Ben Taïeb : Saada (fils du cheikh)
- Ahmed Dziri : Taleb (muezzin et maître d'école)